# Leucascus lobatus
Leucascus lobatus är en svampdjursart som beskrevs av Rapp 2004. Leucascus lobatus ingår i släktet Leucascus och familjen Leucascidae.
Artens utbredningsområde är havet utanför Grönland. Inga underarter finns listade i Catalogue of Life.